# Comunità delle Giudicarie

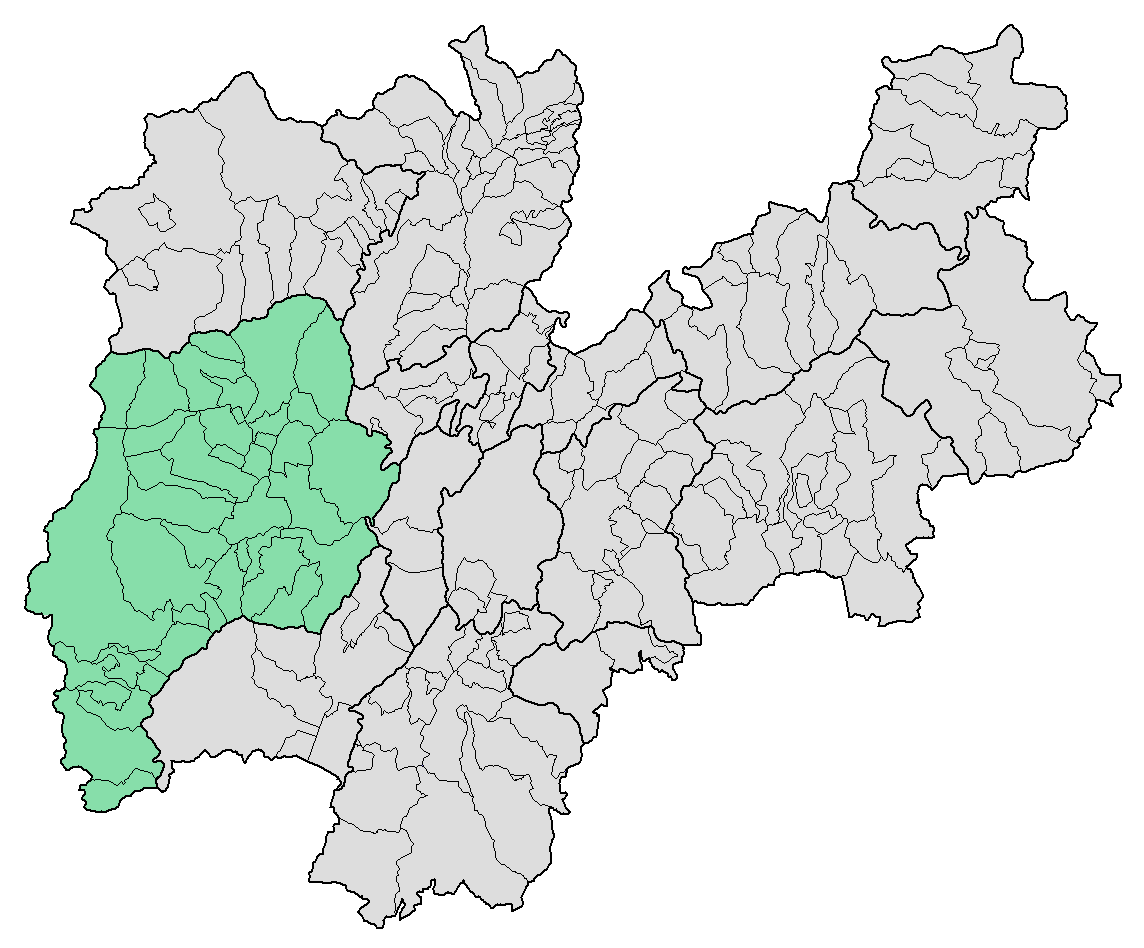
Lage der Comunità delle Giudicarie in der Autonomen Provinz Trient

Die Comunità delle Giudicarie (italienisch für Gemeinschaft der Judikarien) ist eine Talgemeinschaft der Autonomen Provinz Trient. Der Gemeindeverband hat seinen Verwaltungssitz in Tione di Trento.

## Lage
Die in der Westhälfte des Trentino liegende Talgemeinschaft erstreckt sich entlang des Oberlaufs des Chiese und des Ober- und Mittellaufs der Sarca. Sie umfasst die Gemeinden der Inneren Judikarien vom Passo Campo Carlo Magno bis nach Tione di Trento und der südlich angrenzenden Gemeinden bis zum Idrosee sowie die östlich von Tione di Trento liegenden Gemeinden einschließlich jener der Äußeren Judikarien. Die Talgemeinschaft der Judikarien grenzt im Westen und Süden an die Provinz Brescia in der Lombardei, im Norden an die Talgemeinschaft des Soletals, im Nordosten an die des Nonstals, im Osten an die der Paganella und Valle dei Laghi sowie im Südosten an die Talgemeinschaft Alto Garda und Ledro. Die Talgemeinschaft Giudicarie ist mit einer Gesamtfläche von 1.175,18 km² die mit Abstand größte Talgemeinschaft der Autonomen Provinz Trient und fast doppelt so groß wie die zweitgrößte Talgemeinschaft Vallagarina.

## Gemeinden der Comunità delle Giudicarie
Zur Talgemeinschaft Judikarien gehören folgende 25 Gemeinden:
| Wappen | Gemeinde             | Bevölkerung | Höhe  | Fläche | Lage |
| ------ | -------------------- | ----------- | ----- | ------ | ---- |
|        | Bleggio Superiore    | 1.505       | 628 m | 32,67  | ⊙    |
|        | Bocenago             | 397         | 750 m | 8,45   | ⊙    |
|        | Bondone              | 645         | 720 m | 19,19  | ⊙    |
|        | Borgo Chiese         | 1.512       | 534 m | 25,02  | ⊙    |
|        | Borgo Lares          | 726         | 595 m | 22,62  | ⊙    |
|        | Caderzone Terme      | 695         | 723 m | 18,61  | ⊙    |
|        | Carisolo             | 923         | 801 m | 25,12  | ⊙    |
|        | Castel Condino       | 225         | 811 m | 11,1   | ⊙    |
|        | Comano Terme         | 2.958       | 400 m | 68,11  | ⊙    |
|        | Fiavé                | 1.055       | 660 m | 24,28  | ⊙    |
|        | Giustino             | 740         | 780 m | 39,39  | ⊙    |
|        | Massimeno            | 138         | 861 m | 21,03  | ⊙    |
|        | Pelugo               | 397         | 675 m | 22,98  | ⊙    |
|        | Pieve di Bono-Prezzo | 1.450       | 514 m | 24,68  | ⊙    |
|        | Pinzolo              | 3.078       | 770 m | 69,32  | ⊙    |
|        | Porte di Rendena     | 1.823       | 608 m | 40,71  | ⊙    |
|        | San Lorenzo Dorsino  | 1.570       | 758 m | 73,92  | ⊙    |
|        | Sella Giudicarie     | 2.943       | 842 m | 85,76  | ⊙    |
|        | Spiazzo              | 1.259       | 649 m | 71,07  | ⊙    |
|        | Stenico              | 1.176       | 666 m | 49,15  | ⊙    |
|        | Storo                | 4.482       | 409 m | 62,94  | ⊙    |
|        | Strembo              | 583         | 714 m | 38,33  | ⊙    |
|        | Tione di Trento      | 3.654       | 565 m | 33,45  | ⊙    |
|        | Tre Ville            | 1.386       | 556 m | 81,94  | ⊙    |
|        | Valdaone             | 1.148       | 767 m | 177,09 | ⊙    |

Bevölkerung (Stand 31. Dezember 2023)
Fläche in km²

## Schutzgebiete
In der Talgemeinschaft Judikarien befinden sich 19 Natura 2000 Schutzgebiete sowie 29 kommunale Biotope. Des Weiteren liegen Teile des Naturparks Adamello-Brenta auf dem Gebiet der Talgemeinschaft sowie teilweise das UNESCO-Biosphärenreservat Ledroalpen und Judikarien.